# Mystery Writers of America
Mystery Writers of America (MWA) este o organizație a scriitorilor de literatură de mister și polițistă, cu sediul în New York City.
Organizația a fost fondată în 1945 de către Clayton Rawson, Anthony Boucher, Lawrence Treat și Brett Halliday.
În fiecare an decernează Premiile Edgar Allan Poe, Premuiul Raven și Premiul Grand Master pentru cele mai bune lucrări de mister și polițiste, de non-ficțiune, televiziune, film și teatru publicate sau produse în anul precedent.